# 单击
是一个電腦词汇，它代表使用鼠标或者其他人机交流设备控制计算机屏幕上的光标（鼠标指针）指向某一目标并短暂的按一下按键以代表选定它的动作。